# Neuropathie optique ischémique antérieure
Pour les articles homonymes, voir Noia (homonymie).
 Mise en garde médicale
La neuropathie optique ischémique antérieure, ou NOIA, est une atteinte oculaire due à une ischémie de la tête du nerf optique (son extrémité visible au fond d’œil). Cette ischémie est due à l'occlusion des artères ciliaires postérieures (branches de l'artère ophtalmique). Il s'agit d'un des types de neuropathie optique.

## Épidémiologie
La neuropathie optique ischémique est divisée classiquement en neuropathie antérieure, comptant pour 90 % des cas et la neuropathie optique postérieure, plus rare et plus difficile à diagnostiquer, car ne présentant aucune anomalie du fond d’œil.
L'incidence annuelle de la NOIA non artéritique est d'environ 1 sur 10 000 avec un âge moyen de 70 ans. Dans près d'un quart des cas, la NOIA atteint une personne de moins de 50 ans.
La neuropathie optique ischémique est la première cause de neuropathie optique de la personne âgée.

## Causes
Il existe deux causes :
- l'artériosclérose, avec occlusion d'une artère ciliaire postérieure[4]. C'est la cause la plus fréquente, on qualifie alors la neuropathie optique de « non artéritique ». Outre ceux de l'athérome, un facteur de risque est la petitesse de l'extrémité du nerf optique par rapport à la largeur du disque optique (en)[5]. Un facteur précipitant pourrait être une chirurgie oculaire récente[6], l'utilisation d'un décongestionnant nasal[7] ou d'un inhibiteur de la PDE5[8] (médicaments de type sildénafil).
- la maladie de Horton qui consiste en une maladie inflammatoire des vaisseaux. Elle se complique dans environ un cas sur cinq de neuropathie optique ischémique, qu'elle soit antérieure ou postérieure[9]. La neuropathie est dite alors « artéritique ». Beaucoup plus rarement, une autre vascularite touchant les vaisseaux de gros calibre, la maladie de Takayasu, peut être à l'origine d'une NOIA.

Certaines chirurgies peuvent exceptionnellement se compliquer d'une neuropathie optique ischémique antérieure, pour une raison qui n'est pas claire : c'est le cas de la chirurgie cardiaque.

## Symptômes
Le principal symptôme est une baisse brutale d'acuité visuelle unilatérale, non douloureuse. On observe fréquemment une mydriase sensorielle de l’œil atteint. Cette baisse de l'acuité visuelle peut cependant s'étaler sur plusieurs jours, voire sur plusieurs semaines, secondaire à la formation d'un œdème papillaire.
Dans sa forme artéritique, l'atteinte oculaire est alors souvent précédée de symptômes propres à la maladie de Horton (céphalées, douleurs articulaires...) mais dans un quart des cas, l'atteinte oculaire est isolée. Il peut exister une baisse transitoire de l'acuité visuelle, précédant le déficit permanent. L'atteinte bilatérale, le plus souvent séquentielle, existe dans près d'un tiers des cas.
À l'examen du fond d'œil on observe un œdème papillaire. Lors d'une atteinte de type artéritique, peuvent s'y associer des signes d'ischémie rétinienne ou de la choroïde.
L'examen clinique ophtalmologique accompagné du fond d'œil suffit généralement à établir le diagnostic de NOIA.

## Examens complémentaires
- Champ visuel : typiquement, un déficit altitudinal à limite horizontale, rattaché à la tache aveugle (marque l'atteinte du nerf optique). Présence fréquente mais moins spécifique d'un déficit fasciculaire (en secteur).
- Angiographie fluorescéinique (permet l'observation dynamique de la vascularisation rétinienne) : œdème papillaire, on peut observer une ischémie choroïdienne qui oriente alors fortement vers une maladie de Horton.
- L'IRM oculaire ne donne pas d'image spécifique et sert essentiellement pour éliminer d'autres causes s'il persiste un doute[13].

Lors d'un NOIA de type artéritique, il existe un franc syndrome inflammatoire biologique et la biopsie d'une artère temporale superficielle apporte le diagnostic en montrant l'infiltrat par des cellules géantes.

## Traitement
Il est important de faire le diagnostic étiologique rapidement afin de traiter une possible maladie de Horton le plus précocement possible. 
Dans les formes artéritiques, la mise sous corticoïdes est de règle, parfois en intraveineux. Même si aucune amélioration visuelle n'est démontrée lorsque les lésions sont installées, ce traitement prévient une atteinte de l'autre œil. 
Dans les formes non artéritiques, la prise en charge des facteurs de risque de l'athérome doit être faite, sans toutefois de preuve d'efficacité sur la récidive. Dans une étude ouverte, la mise sous corticoïdes semble améliorer l'acuité visuelle. La mise sous aspirine en prévention secondaire est souvent proposée.

## Évolution
Au fond d’œil, l'œdème papillaire se résorbe en deux ou trois mois, laissant apparaître une pâleur du disque optique.
Dans les formes non artéritiques, le risque est la survenue d'une NOIA sur l'autre œil (environ 15 % sur cinq ans).